# جوسيف سيمون
جوسيف سيمون (بالألمانية: Josef Simon)‏ هو كاتب غير روائي وفيلسوف ألماني، ولد في 1 أغسطس 1930 في Hupperath ‏ في ألمانيا، وتوفي في 28 مارس 2016.